# William Jackson Pope
Pour les articles homonymes, voir Pope (homonymie).
William Jackson Pope (né le 31 octobre 1870 à Londres et mort le 17 octobre 1939 à Cambridge) est un chimiste anglais, pionnier de la stéréochimie.
Pope a commencé à s'intéresser à la cristallographie après avoir étudié cette discipline sous la direction de H. A. Miers, et il a consacré la plus grande partie de ses premiers travaux de recherche à la collection de données cristallographiques. Ces premiers travaux ont eu une influence importante sur de développement de ses recherches, en contribuant à améliorer sa faculté naturelle à visualiser les propriétés spatiales des édifices moléculaires, qui l'ont conduit à s'intéresser au domaine de la stéréochimie où il a obtenu ses résultats les plus importants.
Il a occupé la chaire de chimie de l'Université de Cambridge à partir de 1908, et a obtenu la médaille Davy en 1914 pour ses « contributions importantes à la chimie organique et structurale ».
Lors de la Première Guerre mondiale, il a participé à l'effort de guerre en développant une synthèse du gaz moutarde et en s'intéressant à la production de toluène. Il est récompensé en 1919 par le titre de chevalier de l'Empire britannique.